# Erdőalja (Szlovákia)
Erdőalja (szlovákul Podhorie) Szalonca településrésze, korábban önálló falu Szlovákiában, a Trencséni kerületben, az Illavai járásban.

## Fekvése
Illavától 10 km-re északnyugatra fekszik. Szalonca központjától kb. 2,5 km-re északnyugatra található.

## Története
A 18. század végén Vályi András így ír róla: „Kaszin Podhorje, Illavai Podhorje. Két tót falu Trentsén Vármegyében; Kaszin Podhorjének földes Ura Gr. Illésházy, és több Uraságok, fekszik Bellushoz nem meszsze, mellynek filiája; Illavai Podhorjének pedig földes Ura Gr. Königszeg Uraság; ez fekszik Illavához közel, mellynek filiája; lakosai katolikusok, és másfélék, határbéli földgyeik középszerűek, és követsesek, fájok, legelőjök van, második osztálybéliek.”
Fényes Elek 1851-ben kiadott geográfiai szótárában így ír a faluról: „Podhor, tót falu, Trencsén vmegyében, Bolessó fil., 169 kath. lak. F. u. többen.”
A trianoni békéig Trencsén vármegye Puhói járásához tartozott.
1991-óta tartozik Szaloncához, előtte Bolesó része volt.

## Lásd még
- Szalonca